# Filofteia di Arges
Filofteia di Arges, in rumeno Muceniță Filofteia de la Argeș (Veliko Tărnovo, 1206 – 7 dicembre 1218), è una santa bambina della Chiesa ortodossa, venerata soprattutto in Romania e Bulgaria.

## Biografia
Nacque nel XIII secolo, in una delle case rurali intorno a Veliko Tărnovo, una cittadina a nord della Bulgaria, da genitori contadini. La sua fede aumentò notevolmente dopo la prematura morte della madre. Nel lutto, Filofteia intensificò quindi la preghiera, il digiuno, la sacralità e la devozione a Dio.
Si racconta che la piccola aveva un carattere molto buono, amorevole, generoso e gentile. Quando il padre si risposò una seconda volta, la nuova matrigna non fu tanto buona con lei; le mise addosso anche l'odio di suo padre, e spesso veniva anche picchiata da entrambi.
 La piccola quindi, tentava spesso di evitarli, dedicando maggiormente il suo tempo insieme agli affamati e i poveri delle case vicine; si racconta che la bambina usava donare a questi ultimi il cibo del paniere che doveva portare al padre, che era nel frattempo indaffarato nei lavori agricoli. Fatto accaduto più volte, il padre, una volta scoperto dove finiva il cibo, si arrabbiò talmente con lei che la colpì con un'ascia alla gamba o, più probabilmente, al piede, ed ella morì dissanguata lungo il sentiero di campagna. Quando spirò, accasciata a terra, tutto il luogo circostante si irradiò di una luce intensa e persistente, tanto da far accorrere numerosi gli abitanti della zona, che gridarono al miracolo. Il padre, pentitosi, ne soffrì molto, e tentò di chiedere perdono ed aiuto all'arci-episcopo territoriale.

## Le reliquie
Il cadavere della piccola restò accasciato sulla terra in campagna per giorni, perché nessuno riusciva inspiegabilmente a sollevarlo, come se una forza ultraterrena lo trattenesse a terra. Esso brillava inspiegabilmente di una luce divina, gli abitanti del paese accorsero numerosi in preghiera devozionale. Solo dopo molto tempo il corpo fu finalmente rimosso, per essere degnamente deposto. Le reliquie della bambina furono ritenute miracolose. La venerazione di esse si diffuse soprattutto intorno alla chiesa dove furono temporaneamente conservate, a Radu Vodă, sulle coste rumene del Danubio.
Alcuni anni dopo, per nasconderle dai turchi, le reliquie della piccola furono portate a Vidin, e quindi date in custodia al principe rumeno Mircea I cel Bătrân, che le depose alla chiesa di San Nicola presso Curtea de Argeș. Quindi furono successivamente trasferite nella cattedrale metropolitana, fatta costruire da Nicola Alessandro, figlio di Basarab I principe di Valacchia.
Dal 1893 riposano nella grande chiesa di Curtea de Argeș, costruita dal principe Basarab Neagoe.

## La maledizione
Durante i restauri del 2004 e la sostituzione dei supporti e della cassa contenente le reliquie della santa, gli operatori rimasero stupiti quando scoprirono una maledizione scritta sulla sacca contenente le sue ossa.
La scritta risalirebbe a un antico monaco archimandrita del 1791, riferendosi ad una maledizione per chiunque avesse l'intenzione di manipolare o addirittura trafugare anche solo un pezzo di osso, in modo così da conservare degnamente intero tutto il corpo nei secoli. Fu posto solo uno spiraglio, nella sacca, con lo scheletro della mano destra di Filofteia che fuoriesce, esclusivamente per essere baciato e venerato. Dal 28 febbraio 1950, il Santo Sinodo autorizzò il culto di venerazione in tutta la Chiesa ortodossa.
Le reliquie vengono esposte al pellegrinaggio del pubblico il 7 dicembre di ogni anno.